# Абано Терме
А̀бано Тѐрме (на италиански: Abano Terme) е град и община в североизточна Италия, провинция Падуа, регион Венето. Разположен е на 14 m надморска височина. Населението на града е 19 726 души (към 31 декември 2010 г. Горещите извори и калните бани са основните икономически ресурси на града. Водата има температура от около 80 °C.

## История

### Възникване
Падуа се формира около преди 34 милиона години от наводняването на долината, благодарение на местни явления на вулканизъм. Морфологията е толкова неуредена, че облагодетелства образуването на горещите термо-минерални извори, както и разпределянето на населението по тези земи, привлечено от полезните свойства на водата.
Абано Терме е познат още от 6 век пр.н.е. Древният център се намира на територията на общината, както е документирано от археологически разкопки и находки запазени в археологическите музеи на Падуа и Есте. Значението на мястото в древността е отразено в многобройни цитати на латински писатели като Плиний Стари, Марк Валерий Марциал, Тит Ливий (който според един стих на Марциал е роден тук), Светоний, Касиодор, Клавдиан, под името „Aquae Patavinorum“.
Според Марциал, освен Тит Ливий, тук са родени и Гай Валерий Флак и Арунтиус Стела. Според някои източници, произходът на името идва от Апонус, богът на термалните води, чието име на свой ред води началото си от индоевропейския корен „Ар“, който означава „вода“. Древните бани заемат голяма площ от източната част на Падуа и достигат пика си по време на императорския период.
Светоний, който пише в края на 1 и 2 век, съобщава, че Тиберий преди да отиде на война в Илирия, спира в храма на Апонус да се консултира с Оракъл за изхода на войната. Той получава благоприятен отговор и хвърля няколко златни зарчета. Това се случва по време, когато Падуа и околните територии стават римска община и местната аристокрация, в имитация на това, което се случва в Рим, дава голямо значение на спа процедурите, развива бизнеса и инфраструктурата.

### Средновековие
С падането на Западна Римска империя, баните претърпяват рязък спад, от който ще излязат много векове по-късно. В началото на 6 век кралят на остготите Теодорих изпраща писмо, чрез своя министър Касиодор до падуанския архитект Алоизий за възстановвяване на сградите.
Около 9 век древните спа центрове започват да се разделят, а терминът „Апонус“ се свързва с територията на днешен Абано Терме. Най-ранните записки за живота през Средновековието в малкия град, се съдържат в „Chronicon Farfensis“, написан от Григорий Катино, който докладава за съществуването на църква в град Абано, посветена на Сан Лоренцо.
През 12 век Абано е малък провинциален град, разположен в район под ръководството на Епископа на Падуа. През 1167 г., 14-годишната Сесилия наследява от баща си Манфреди, граф на Абано, значително имотно наследство. Нейният настойник Спинабело от Сандриго, в желанието си достойно да я омъжи, обещава да я даде за булка на Герардо, син на Тисолино от благородното семейство Кампосампиеро. Но Езелино Балбо, тъст на Трисолино, иска сина му Езелино Монако да се ожени за Сесилия. Обидата към Кампосампиеро е огромна и Герардо, като отмъщение, се възползва от пътуването на Сисилия да я отвлече и изнасили. Езелино с подкрепата на баща си отхвърля Сесилия и се вдига на оръжие срещу Кампосампиеро. Това е началото на кървава борба, която ще продължи дълго и е в рамките на широкия контекст на борбата между папството и Империята.
През 1257 г. в Абано се ражда и известния лекар, философ, астролог и алхимик Пиетро д'Абано, който допринася за разпространението на философията на Аристотел преразгледана от Авероес.
След провъзгласяването на общините и с появата на владения, през 1318 г. градът влиза в сферата на влияние на Карарези, господари на Падуа. Разрушаван многократно от Езелини и след това от Скалигери, Абано следва съдбата на Падуа и минава под управлението на Венецианската република.

### Венецианско владичество
Градът разцъфтява отново през 16 век, когато големите италиански благородни семейства на Падуа (Cittadella-Vigodarzere, Dondi dell'Orologio, Capodivacca, Treves) и венецианските (Mocenigo, Malipiero, Moro, Morosini, Todeschini), които се заселват тук, дават голям тласък на селското стопанство, със значителна рекултивация на земята и възстановяват термалните бани.

### От 18 век до наши дни
С падането на Република Венеция през 1797 г., паднала аристокрация е била принудена да продава своите стоки на някои семейства на богатата еврейска буржоазия на Падуа (Trieste, Sacerdoti, Luzzatti и Sette). Тези семейства инвестират голям капитал за подобряване на хотелското настаняване и дава тласък на първите научни изследвания на терапевтичните свойства на термалните води, като по този начин се полагат основите на съвременния град, чиято икономика се върти около спа процедурите.
В областта на изворите на Монтироне започват да се строят няколко спа съоръжения, подобрени чрез намесата на архитект Джузепе Джапели. Между различните сгради се създава и убежище за болни хора. В средата на 19 век вече съществуват осем минерални извора.
В периода ноември 1892 до май 1909 г., известният икономист Луиджи Луцатти бива избиран постоянно за член на Камарата на депутатите, благодарение на гласуващите от избирателния район на град Абано Терме.
По време на Първата световна война, след победата при Капорето, Абано терме е седалище на Върховното военно италианско командване, както и домакин на едни от най-известните военни личностти по онова време:
- Армандо Диаз: на 8 ноември 1917 г. заема мястото на Луиджи Кадорна като началник на Генералния щаб на италианската армия
- Пиетро Бадолио и Гаетано Гиардино, заместник-началници на Генералния щаб
- Уго Кавалеро: по това време назначен за полковник в Службата за военни операции и бъдещ началник на Генералния щаб
- Уго Ойети (?): офицер отговарящ за съхраняването на произведения на изкуството, журналист, писател и има голямо бъдеще във вестник „Corriere della Sera“
- Габриеле д'Анунцио: известен с полета си над Виена
- Феручио Пари: командващ офицер и бъдещ председател на Управителния съвет
- Джовани Гронки: бъдещ президент на републиката; по това време капитан назначен от Пресслужбата на армията

В края на Първата световна война е създадено Дружество на медицинските грижи и живеене, което е натоварено с управлението на държавните концесии на термалните ресурси. За кратко време броя на спа центровете се увеличава.
След Втората световна война, благодарение на новите технологични средства, позволяващи изкопни работи за намиране на нови термални извори, има бум на спа центровете, които изместват по важност замеделието. Градът се разраства видимо и благодарение на многото клиентела и високите печалби, Абано Терме се превръща в едно богато селище.
През 1969 г. в града тайно се срещат офицери да подготвят преврат срещу Муамар Ал-Кадафи в Либия.

## Паметници и забележителности
Градът е разделен на два центъра: исторически (Старият Абано или Античните спа центрове на Абано) и туристически (Абано Нова).
Старият град е развит около Катедралата на Сан Лоренцо, чиято камбанария е строена през два различни периода: основата е от 900 г., а горната част е от 1315 г. Фасадата на църквата е от скоро; открита през 1965 г., на мястото на предишната от 1905 г., която била в неокласически стил, днес е преместена в църквата на Агна. Интериорът съдържа различни произведения на изкуството, които са от голямо значение: няколко картини от школата на Джакомо Черути, както и други произведения на Пиетро дела Векия, Амлето Сартори, Карл Хенричи и др.
В района на катедралата са построени къщи, в които днес се помещават общинските служби и градската библиотека. В непосредствена близост до катедралата се намира монументалният площад „Пиаца дел ла Соле и дел Паче“ (или Пиаца дела Меридиана), построен в района на историческата минерална баня Менеголи, след разрушаването ѝ.
В града съществуват и много римски, частни вили.

### Храм на Дева Мария
Храмът на Дева Мария (на италиански: Сантуарио дела Беата Верджине дела Салуте) се намира в селището Монтеортоне, в подножието на хълм. Храмът е богато изрисуван с цикъл от стенописи от Джакомо да Монтанана, разпятие направено от Джакомо Палма и орган с три клавиатури Тамбурини, който е и най-големият в областта Венето.

### Манастир Сан Даниеле
Манастирът Сан Даниеле се намира в близост до града Абано Терме.